# Olargues
Olargues, también así en occitano, es una localidad y comuna de Francia situada en el Departamento de Hérault y en la región de Languedoc-Rosellón. Se encuentra dentro del Parque natural regional del Alto Languedoc. El pueblo ha sido distinguido entre los pueblos más bellos de Francia.
Sus habitantes son llamados en francés Olarguais (en occitano los olargués). Olargues es cabecera de cantón (el cantón de Olargues) y sede de la Mancomunidad de comunas de Orb y Jaur.

## Geografía
La comuna se sitúa al noroeste del departamento de Hérault, a unos 35 km a vuelo de pájaro de Béziers (50 km por carreteras departamentales). Olargues se encuentra junto a la Departamental D908 (antigua nacional 608) entre Bédarieux y Saint-Pons-de-Thomières de donde salen las dos principales carreteras para llegar a la llanura litoral (la vía férrea está fuera de servicio y ha sido acondicionada pista ciclista por el Consejo General).
El pueblo se sitúa a orillas del río Jaur, a 6 km aguas arriba de su confluencia con el río Orb, en un valle estrecho al sur de los montes de l'Espinouse.
Por su historia, Olargues tiene la particularidad de estar situado sobre un zócalo rocoso que forma una colina, puòg en occitano, lo que da su nombre a un barrio del pueblo. Está casi rodeado por las aguas del Jaur. 
Ces una comuna de los « cantones altos ». Forma parte del campo del pays biterrois.

## Historia
El emplazamiento del pueblo fue habitado sucesivamente por romanos, vándalos y visigodos. Los romanos hicieron de Olargues una ciudad de avanzadilla en el límite de la provincia Narbonesa. Tras el declive de la civilización galo-romana, Olargues se convierte en una capital visigoda en 476. El pueblo no fue fortificado hasta la Edad Media. Es castillo fue construido en el siglo XII. Las fortificaciones de la ciudad se levantaron en el siglo XIII. La ciudad fue asediada durante la cruzada contra los albigenses durante la guerra cátara protagonizada por Simon de Montfort en 1210. Pero de esta época no queda más que la torre del homenaje antigua, cuadrada, convertida en el campanario de la iglesia de San Lorenzo, así como el Puente del Diablo, bajo el que pasa el Jaur. También quedan de entonces las calles que llegan a la ciudadela. Las excavaciones llevadas en conjunto con el Ministerio de Cultura y la Asociación CONCORDIA han permitido descubrir vestigios de la antigua iglesia, así como trazas del habitat del antiguo castillo feudal. 
En 1629, tras haber sufrido las guerras de religión y los pillajes organizados, la ciudadela fue destruida por orden del Cardenal Richelieu. Las tropas de Luis XIII invadieron el Languedoc turbulento para asediar las fortalezas.  
La iglesia de San Lorenzo fue construida en el siglo XVII, en el pueblo. Restos como la Puerta Nueva, la puerta Gaubert o paños de la muralla dan testimonio hoy de las antiguas fortificaciones de la ciudad. 
En los siglos XVIII y XIX, Olargues se convierte en un núcleo dinámico, lo que permitió al pueblo imponerse como centro económico del valle del Jaur, gracias sobre todo a ses ferias. La agricultura constituía una fuente de ingresos importante. Así, especialidades como el cultivo de los castaños (la castaña de Olargues festejada anualmente), del viñedo, de los olivares y de los cerezos, permitieron a Olargues desarrollarse y conseguir un renombre en los mercados que llegaba a París. La puesta en funcionamiento de la vía de ferrocarril Montauban-Montpellier constituyó un logro considerable. Inaugurada en 1889, esta línea precisó la construcción de obras de arte tales como el puente de Eiffel situado en la entrada Este de Olargues. La línea se cerró en 1972 para pasajeros y en 1986 para mercancías. Ha sido reacondicionada como pista ciclista con el nombre de Pista verde de Courniou a Bédarieux por el Consejo General de Hérault.
La arquitectura de Olargues cambió a lo largo del tiempo. El Puente de Bonnafous y el puente de la antigua gendarmería vinieron a ofrecer dos nuevas entradas de uno y otro lado de la ciudad. En la década de 1930 la plaza Alexandre Laissac fue reformada, con la construcción del actual Ayuntamiento y del grupo escolar. Hoy Olargues cuenta con infraestructuras nuevas, como el colegio Alexandre Laissac y el comedor escolar, inauguradas en 2004.  
Hoy Olargues se ha orientado hacia el turismo y la economía de servicios. La actividad turística ha permitido la creación de comercios, pero también de varios tipos de alojamiento dentro del pueblo. El sector sanitario y social está particularmente representado (un centro para la tercera edad, servicios de atención a domicilio). La industria, poco presente en la región, está representada por una central hidroeléctrica y por una pequeña unidad de fabricación de plásticos.

## Administración
Lista de alcaldes sucesivos
- (1983-2008) Jean Arcas (PS), consejero general; vicepresidente del Consejo General de Hérault
- (1976-1983) Alain Cros (Varios de la Derecha), consejero general (1973-1979)
- (1945-1976) André Lau
- (1945) Marcel Vie
- (1936-1945) M. Planes

- Con la Revolución francesa Olargues se convirtió en cabeza de cantón, título que la ciudad ha conservado desde entonces.

## Demografía
| 1 007 | 1 037 | 1 068 | 1 224 | 1 161 | 1 212 | 1 143 | 1 145 | 1 058 | 1 017 | 1 016 | 1 078 | 1 040 | 1 048 | 1 221 | 955 | 909 | 913 | 891 | 864 | 740 | 810 | 822 | 755 | 707 | 622 | 693 | 590 | 518 | 529 | 512 | 571 | 592 | 598 |
| Para los censos de 1962 a 1999 la población legal corresponde a la población sin duplicidades (Fuente: INSEE [Consultar]) |       |       |       |       |       |       |       |       |       |       |       |       |       |       |     |     |     |     |     |     |     |     |     |     |     |     |     |     |     |     |     |     |     |

- La población de Olargues aumentó un 10% entre 1975 y 1999, lo que supone un aumento anual del 1,2%. Este aumento se ha acrecentado entre 1999 y 2007 para llegar al 14%.

- Tras haber conocido un despoblamiento importante, el pueblo de Olargues pero también el conjunto del cantón acogen una nueva población. Se trata a la vez de nuevos jubilados, pero también de jóvenes activos. Esta evolución se sitúa en la tendencia del departamento de un fuerte aumento, debido principalmente al heliotropismo. Localmente este dinamismo es impulsado por un lado por la búsqueda de un mejor entorno de residencia, la mejora de las infraestructuras viarias, la modernización de los equipamientos para una población compuesta de jóvenes activos, extranjeros y autóctonos que tras sus estudios o al final de sus carreras vuelven a instalarse aquí. Este atractivo explica el aumento de los precios del sector inmobiliario en los últimos años.

## Lugares de interés y monumentos
La arquitectura del lugar y su aspecto medieval han permitido a Olargues su declaración en el inventario nacional de lugares de interés histórico-artístico.
El patrimonio incluye:
- un campanario del siglo X
- un puente del siglo XI, (llamado "puente del diablo").
- el conjunto del casco viejo del pueblo, compuesto por calles y callejuelas adoquinadas y por caladas (calles en cuesta, empedradas con cantos del Jaur)
- la Iglesia de San Lorenzo, construida en el siglo XVII y dotada de un órgano declarado de interés.
- la capilla de San Roque
- la capilla de San Esteban
- la escalera de la Comandería, compuesta de 64 escalones cada una, tallados en una misma piedra
- El Museo de Artes y Tradiciones populares, situado en una antigua casa burguesa de la Escalera de la comandería
- el Puente Eiffel (antiguo puente del ferrocarril, creado por los estudios de Gustave Eiffel en 1889, convertido en pista ciclista)
- El memorial Jean Moulin y la estela de los deportados
- La alcaldía Ayuntamiento de Olargues.

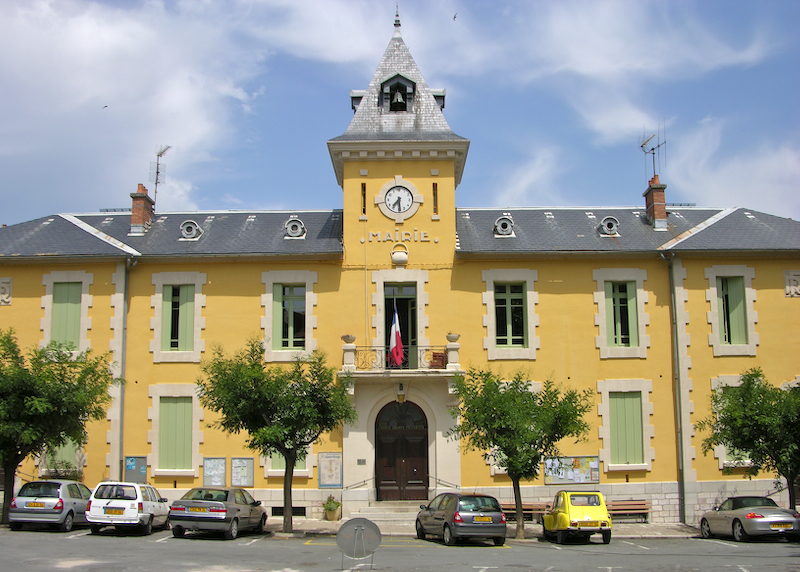
Ayuntamiento de Olargues.

- la región de Olargues es rica en cavidades que forman numerosas grutas, entre las cuales están la gruta de Vezelle, de l'Asperge y del Macoume.

- Olargues es una etapa en el Camino de Santiago. El pueblo está situado en la Via Tolosana que une Arlés con Santiago de Compostela. Es el único camino que se recorre en los dos sentidos, pudiendo llegar también a Roma o Jerusalén.

- La comuna, en el interior del Parque natural regional del Alto Languedoc, figura entre los miembros de la asociación « les plus beaux villages de France ».

- El pueblo da su nombre a una variedad de castaña local, que sigue cultivándose en la región.

- En 1990, las calles del casco histórico del pueblo sirvieron de lugar de rodaje de la película Merci la vie de Bertrand Blier. En esta película las aventuras de dos muchachas son interpretadas por Charlotte Gainsbourg y Anouk Grinberg. Hay otros actores conocidos, como Gérard Depardieu; Jean Carmet;Annie Girardot;Jean-Louis Trintignant y Michel Blanc.

- En 2002, el semanario l'Express (enlace roto disponible en Internet Archive; véase el historial, la primera versión y la última). a sélectionné la cité d'Olargues pour l'intégrer au sein de son Vuelta a Francia de los "pueblos chics". Así, la revista del 04/07/2002 retrata 20 "lugares de sueño" repartidos en toda Francia, entre los cuales está Olargues.

## Personalidades vinculadas con la comuna
- Jean d'Olargues: Médico ilustre del siglo XII

- Alexandre LAISSAC:

Nacido en Olargues, fue consejero general del cantón de Olargues antes de convertirse en presidente del Consejo General.
Fue también alcalde de Montpellier de 1878 a 1892 y en 1896. Fue nombrado primero por decreto presidencial en 1878, antes de ser elegido en 1881, 1884,1888 et 1896. Inició importantes proyectos urbanos para la ciudad. En Montpellier el mercado situado en el Bulevar del Jeu de Paume lleva su hombre. Olargues le rindió homenajo en un monumento con su efigie en la plaza que lleva su nombre y el 2003 el nuevo colegio de Olargues, junto al estadio de Coulayro se llamó Alexandre LAISSAC. 
- Don Ferdinand VIDAL:

Nacido en St Vincent d'Olargues, llegó a ser General de la Orden de los Cartujos en el monasterio de la Gran Cartuja en el Isére, cerca de Voiron. Se trata de una orden religiosa contemplativa fundada por San Bruno.

## Economía
Cabeza de un gran cantón, con 13 comunas, Olargues agrupa numerosos servicios administrativos y comerciales. El turismo tiene un papel importante y ha permitido numerosas obras en la ciudad.

## Festividades-Cultura
- El 20 de julio de 2007, Olargues recibió el Tour de Francia 2007 en la etapa Montpellier-Castres.

Un sprint tuvo lugar ante la gendarmería de Olargues. La retransmisión de la etapa comenzó en Olargues. 
- Olargues se ha especializado en la producción de la variedad de castaña de Olargues. Con ella se hace una especialidad local, chataîgnons, fabricados en los "secadou".

## En las cercanías
- las Gargantas de Héric
- el Caroux, montaña de luz
- el pueblo de Roquebrun
- Saint-Pons-de-Thomières
- Bédarieux
- Béziers
- el canal du Midi
- el Mar Mediterráneo